# Ganzenpoot

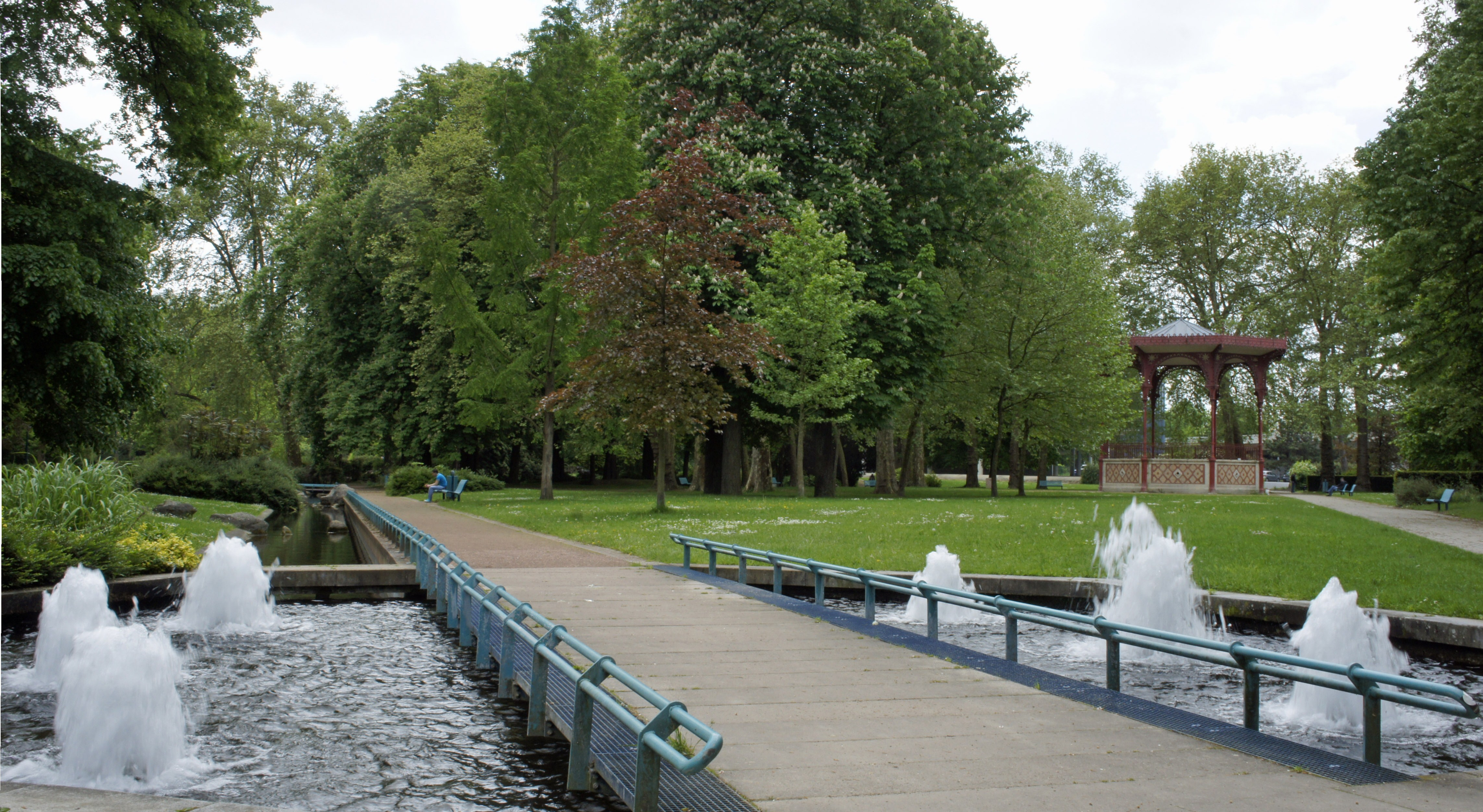
Parc de la patte d'oie

Met ganze(n)poot of ganze(n)voet (Frans: patte d'oie) wordt een stijlelement uit de barok aangeduid. Het betreft een stelsel bestaande uit een driehoek van lanen. Drie lanen, of zichtassen, komen in één punt samen (het draaipunt) en in hun verlengde ligt nog een enkele laan, de steel. De uiteenwijkende lanen zijn onderling weer verbonden door een dwarslaan zodat de vorm van het geheel aan een ganzenpoot doet denken.
Het betreffende stijlelement wordt in Nederland nog maar zelden in landgoederen aangetroffen. Enkele voorbeelden van ganzepoten zijn:
- Het lanenstelsel ten noorden van de Beukenhoef op Landgoed Baest bij Oirschot, in 2009 hersteld.
- De vormgeving van het Floriadeterrein, aangelegd in 1992 te Zoetermeer, was geïnspireerd door de ganzenpoot.

Ook andere ganzepoot-achtige structuren hebben deze naam verworven, zoals:
- Bij het sluizencomplex Ganzepoot te Nieuwpoort komen zes waterlopen samen om als een enkele waterloop verder te gaan.
- In de Ganzepootvijver in het Zoniënwoud komen drie beekjes samen om als een enkele beek verder te gaan.

## Overige
Een rode ganzenpoot is het enige symbool in het wapen van Luemschwiller in noordoost Frankrijk.

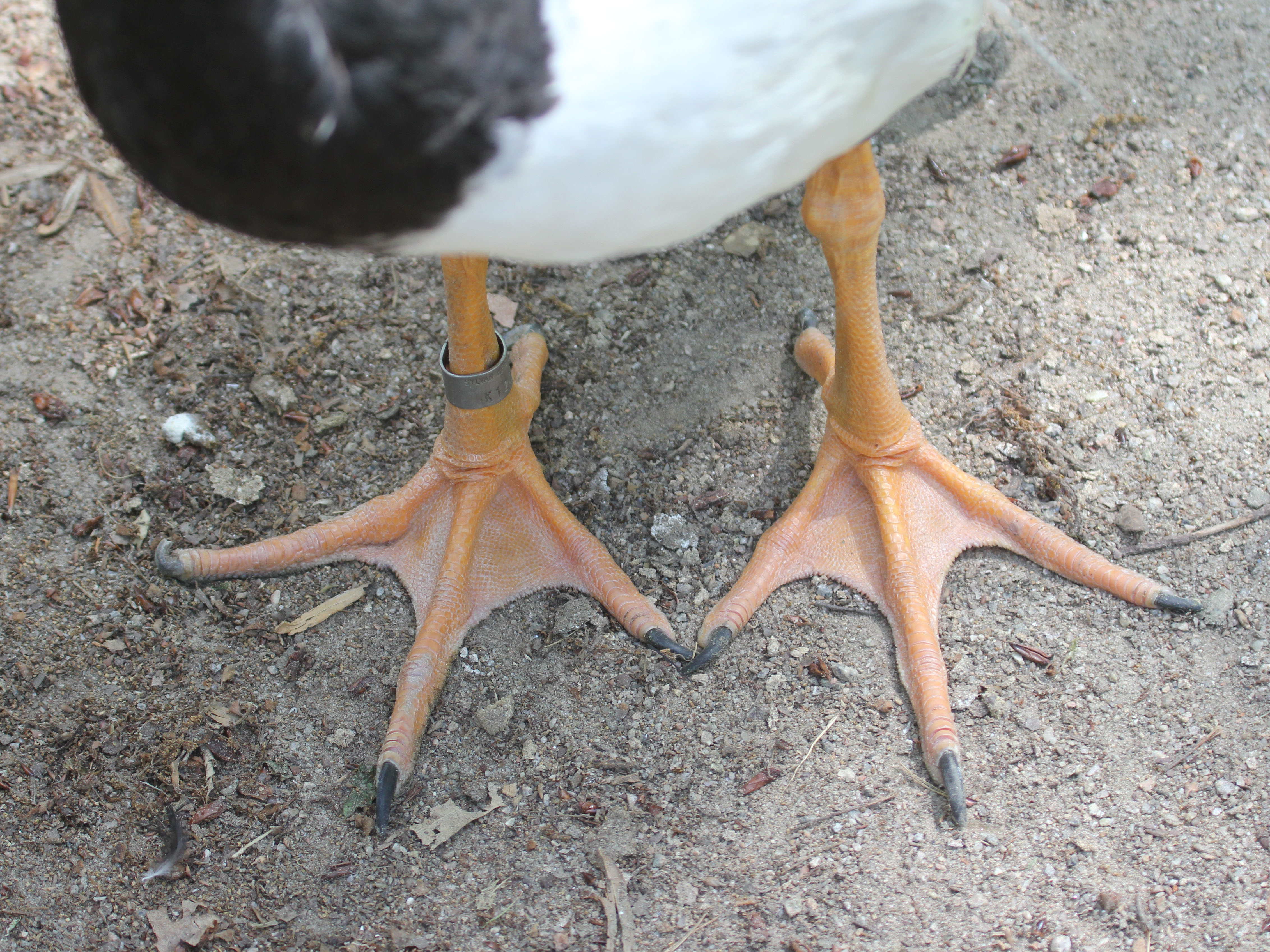
Ganzenpoten letterlijk
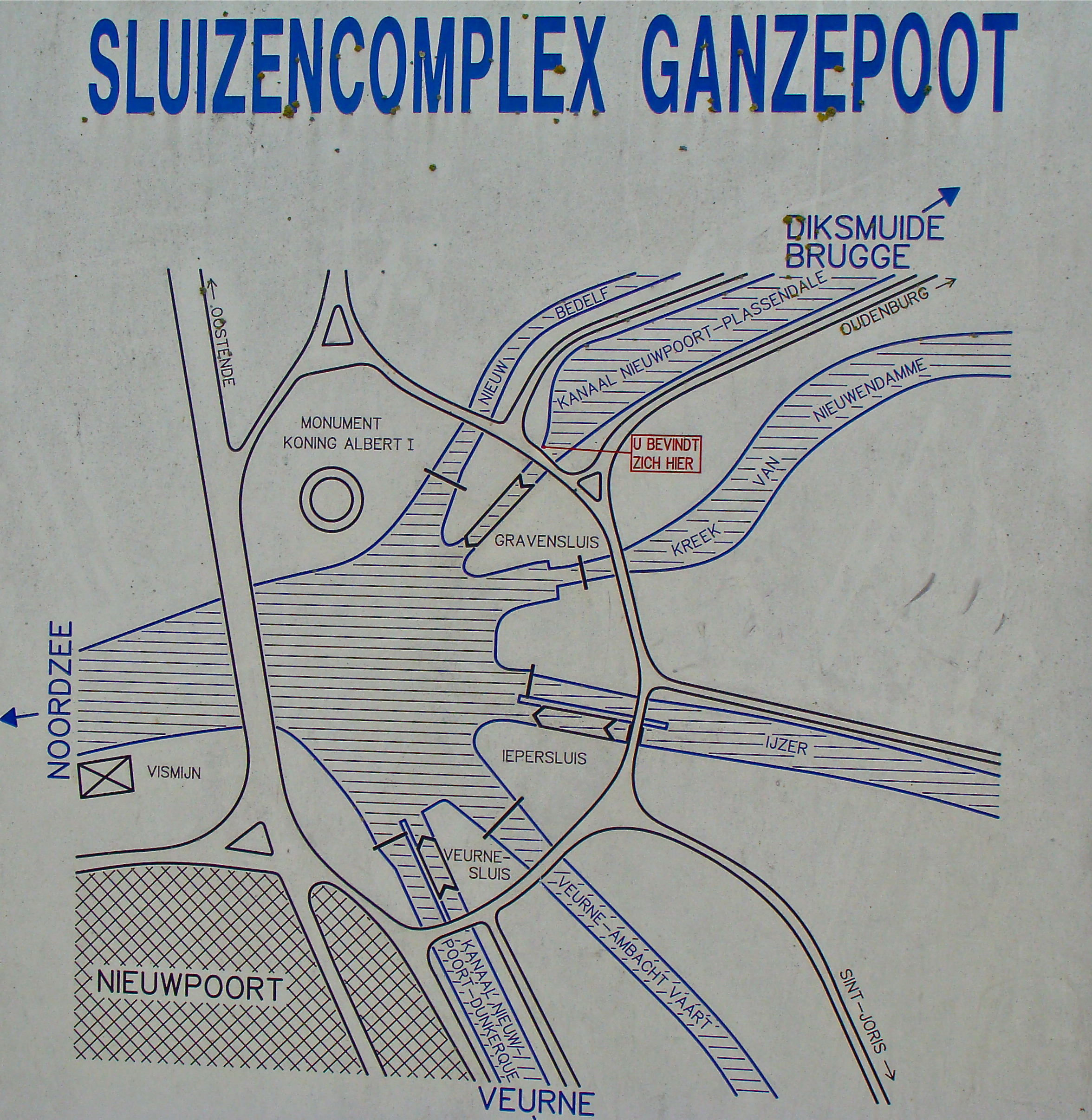
Schema van sluizencomplex Ganzepoot
Wapen van Luemschwiller